# كيفن ميلجار
كيفن ميلجار (بالإسبانية: Kevin Melgar)‏ (19 نوفمبر 1992 ببنما في بنما - ) هو لاعب كرة قدم بنمي في مركز حراسة المرمى. شارك مع منتخب بنما لكرة القدم. أما مع النوادي، فقد لعب مع Alianza F.C. (Panama) ‏ ونادي تاورو ‏.

## وصلات خارجية
- كيفن ميلجار على موقع قاعدة بيانات كرة القدم.إي يو (الإنجليزية)
- كيفن ميلجار على موقع ناشيونال فوتبول تيمز (الإنجليزية)
- كيفن ميلجار على موقع Soccerway.com (الإنجليزية)